# Алорці

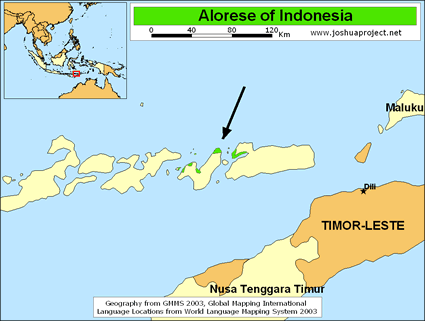
Мапа розселення алорців.

Ало́рці (оранг-алор, індонез. Orang Alor, власна назва алор-гіре) — народ в Індонезії, на архіпелазі Алор; в адміністративному плані це східний округ Алор (індонез. Kabupaten Alor) провінції Східна Нуса-Тенґара.

## Розселення, чисельність, мова
Архіпелаг Алор розташований приблизно за 30 км на північ від острова Тимор, він включає два великих острови (Алор і Пантар), а також багато малих (Пура, Тернате, Тревенг, Буая, Кепа та ін.). Населення архіпелагу відзначається сильною етнічною строкатістю. Корінними жителями є папуаські алоро-пантарські народи. Алорці-мусульмани розселені на вузенькій смужці узбережжя, переважно в північній частині архіпелагу. Це мішане за походженням населення, їх предки є вихідцями з Тимору, Флоресу, південного Сулавесі, Яви, Амбону та інших островів, де проживає австронезійське населення.
Чисельність алорців у 2018 році оцінювалась у 41 тис. осіб. Офіційна статистика Індонезії не відділяє їх від інших народів Східної Південно-Східної Нуси.
Говорять алорською мовою, яка належить до флорес-лембатської групи центрально-східної гілки малайсько-полінезійських мов. Поширена також мова ламахолот. Мовами міжетнічного спілкування є алорська малайська та індонезійська мови.

## Історія
Перші письмові згадки про алорців датуються XIV ст. Вони мали п'ять прибережних князівств-кераджанів, очолювані раджами: Алор, Пандай, Барнуса, Куй і Белагар. Алорці підтримували активні торговельні зв'язки з іншими островами Індонезії. У той же час контакти з населенням внутрішніх районів островів були мінімальними.
Географічно та історично алорці мешкають на території, що протягом багатьох століть мала місцеві конфлікти. Це були війни між різними етнічними групами, а також між місцевими жителями та європейськими колонізаторами (португальцями, голландцями). У такій ситуації алорці розробили систему так званого «братерства» (какарі), яка дозволяла їм уникати конфліктів як з найближчими сусідами (жителями півострова Аданг, благарами з острова Пантар), так і з солорцями, макасарами та іншими народами, з якими мали торгові стосунки. Проте водночас та сама система «братерства» змушувала алорців воювати на боці своїх союзників. Внаслідок «братерства» на архіпелаг постійно прибували нові групи населення, які вливалися до складу алорців.
На початку XX ст. алорські кераджани потрапили під владу Голландської Ост-Індії: у 1912—1916 рр. Батулолонг, у 1917 р. Куй, у 1918 р. Алор. Алорські лідери очолювали антиколоніальну боротьбу в провінції Східна Південно-Східна Нуса.
Під час Другої світової війни регіон був окупований японцями. Після закінчення війни архіпелаг Алор став частиною нової держави Індонезія.

## Господарство
Алорська культура є типовою для торгових народів. Основні заняття алорців тісно пов'язані з морем, це рибальство, торгівля та мореплавство.
Багато місцевих рибалок обмежуються місцевими водами, деякі вирушають до дальніх островів, зокрема до Роті та північного узбережжя Австралії. Торгова діяльність орієнтована переважно на Купанг на Тиморі та Макасар на Сулавесі. Ведеться й місцева торгівля. Прагнення алорських юнаків ходити під вітрилами (мебуа) стало культурною традицією народу. Молодь часто вирушає в далекі подорожі, у тому числі до Яви, Суматри, Калімантану, Східної Малайзії; не всі повертаються додому. Алорські жінки є активними учасниками місцевої торгівлі. Вони купують продукти в одному місці, а перепродують в іншому; продають також смажені банани, торти, кокосову олію, домоткані тканини власного виробництва.
Землеробство через брак земель носить обмежений характер, вирощують переважно овочі та кокосову пальму.

## Вірування
За релігією — мусульмани-суніти, зберігаються також пережитки традиційних вірувань.
Алорці були навернені на іслам у XVI—XVIII ст. вихідцями з Макасару. Мусульманська релігія є однією з характерних ознак культури прибережного населення, на противагу населенню внутрішніх районів островів.
Зберігають віру в дракона уланага, який править лісом, невидимий лісовий народ недга, який править річками, та невидимий морський народ гарі, який править морем. Продовжують свою діяльність традиційні знахарі лаворунги, зцілюючи людей, вони звертаються по допомогу до уланага, недга, гарі.

## Суспільство

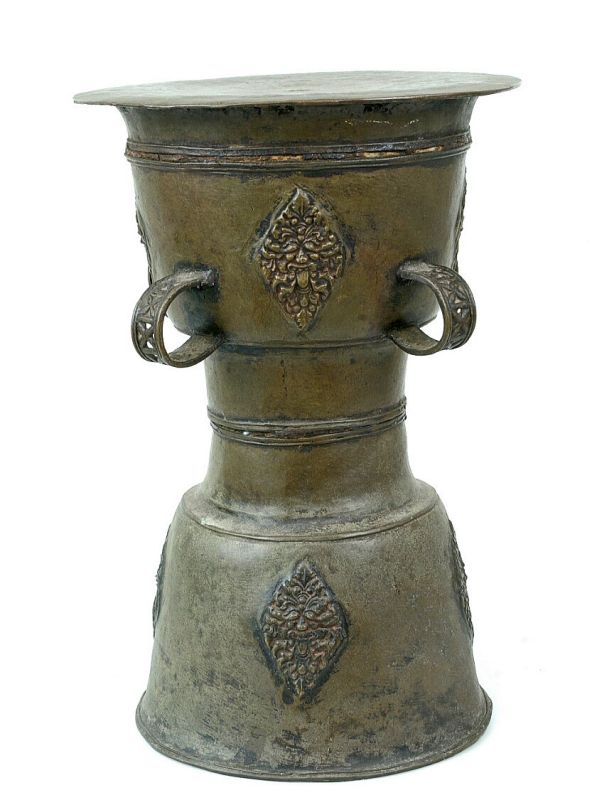
Моко — традиційний алорський бронзовий барабан.

Алорці тісно пов'язані зі своїми трьома оригінальними селами Дулолонг, Алор-Кечил та Алор-Бесар, які називають ума-суку (родовими домівками). Хоча багато їх живе в інших селах, саме ці три вони вважають своїми рідними. Коли в рідному селі відбуваються громадські заходи, всі члени відповідного роду мають бути присутні на них. Сильно ганебним вважається не мати рідного села. Таким чином, громада контролює своїх членів, попри те, що вони можуть походити з різних етнічних груп.
Алорці мають дві системи спорідненості, одна заснована на генеалогії, інша базується на понятті дружби. Друг (ененг) уважається членом сім'ї. Стосунки дружби встановлюються між жителями узбережжя та жителями внутрішніх районів або між жителями різних островів. Система ененг забезпечує безпеку і захист людини у подорожі. Генеалогічна спорідненість важлива при визначенні можливості вкладання шлюбу. При цьому сторонній ененг також розглядається як член відповідного роду. Віросповідання не є перепоною у встановленні шлюбних відносин.
В алорців існують 3 форми шлюбу: екзогамний, кроскузенний та ендогамний. Викуп за наречену може виплачуватись відразу, протягом певного часу або взагалі не виплачуватись; в останньому випадку чоловік стає членом роду дружини. Обов'язковою складовою викупу є моко (бронзовий барабан). Кількість моко визначає ціну дружини. Свататись може як чоловік, так і жінка. Всі ці форми шлюбу вважаються нормальними.
Алорське суспільство поділяється на роди (лаланги). В Алор-Бесар є три роди, в Алор-Кечил їх п'ять, в Дулолонг — ще сім. У минулому за родами були закріплені певні функції: виконавча влада, контроль за дотриманням законів, релігійні практики, охорона сіл, ведення війн. На відміну від багатьох інших народів Індонезії, алорці на мають спеціального терміну для позначення шляхетної верстви, всі люди вважаються рівними.
В алорських громадах сформувалась власна система влади. На чолі громади стояв бенг-балоло, інші важливі позиції займали воєначальник гамікеленг-дакекенг і суддя гукунг. Після прийняття ісламу бенг-балоло стали називати раджа. За португальців гамікеленг-дакекенг отримав новий титул капітанг і нові функції адміністратора певного району, підпорядкованого раджі. Гукунг зберігав свої функції до часів голландського правління, коли його вони перейшли до чиновника колоніальної адміністрації. Така структура державної влади була ліквідована урядом Індонезії лише 1965 року.